# 生活意識
生活意識（せいかついしき）とは社会学用語の一つ。社会において人間が持っている生活の目標や価値観のことを言う。この生活意識というのは同じ人間であっても置かれている時代や環境が異なる事で、共に異なってくるものである。例えば貧しい環境におかれている人間ならば、その生活意識というのは他の人々と比較してみれば足りていないという事であり、その足りていない分を埋めるという事が生活の目標となる。生活において足りていない分が存在していない人間ならば、個人の個性化を求めるようになり、このことから消費者行動の多様化が起きてくるという事である。